# 藤漆
藤漆（学名：Pegia nitida）为漆树科藤漆属的植物。分布在锡金、尼泊尔、印度、泰国、缅甸以及中国大陆的贵州、云南、广西等地，生长于海拔240米至1,750米的地区，多生在沟谷林中，目前尚未由人工引种栽培。